# Andrew Valmon
Andrew Orlando Valmon, né le 1er janvier 1965 à Toms River, est un athlète américain, spécialiste du 400 mètres. Il est le codétenteur du record du monde du relais 4 × 400 m en compagnie de Quincy Watts, 
Harry Butch Reynolds et Michael Johnson en 2 min 54 s 29, établi en finale des championnats du monde 1993. Sur cette distance, il décroche également deux titres olympiques, en 1988 et 1992.

## Biographie
En 1991, il remporte la médaille d'argent du relais 4 × 400 m lors des championnats du monde de Tokyo, devancé de 4/100e de seconde par l'équipe du Royaume-Uni. Sur le plan individuel, il se classe cinquième de la finale du 400 mètres.
L'année suivante, toujours sur 4 × 400 m, il devient champion olympique avec ses compatriotes Quincy Watts, Steve Lewis et Michael Johnson, établissant un nouveau record du monde de la discipline en 2 min 55 s 74.
En 1993, Andrew Valmon décroche la médaille d'or des Championnats du monde de Stuttgart. L'équipe américaine, composée par ailleurs de Quincy Watts, Harry Butch Reynolds et Michael Johnson, établit un nouveau record mondial en 2 min 54 s 29.
Il dirige par la suite le pôle athlétisme de l'Université du Maryland.
Il est l'époux de Meredith Rainey.

### Palmarès
| Date | Compétition           | Lieu      | Résultat | Épreuve   | Performance        |
| ---- | --------------------- | --------- | -------- | --------- | ------------------ |
| 1988 | Jeux olympiques       | Séoul     | 1er      | 4 × 400 m | [ 1 ]              |
| 1991 | Championnats du monde | Tokyo     | 5e       | 400 m     | 45 s 09            |
| 1991 | Championnats du monde | Tokyo     | 2e       | 4 × 400 m | 2 min 57 s 57      |
| 1992 | Jeux olympiques       | Barcelone | 1er      | 4 × 400 m | 2 min 55 s 74 (WR) |
| 1993 | Championnats du monde | Stuttgart | 1er      | 4 × 400 m | 2 min 54 s 29 (WR) |

### Records
| Épreuve | Performance | Lieu   | Date         |
| ------- | ----------- | ------ | ------------ |
| 400 m   | 44 s 28     | Eugene | 19 juin 1993 |